# Psechrus taiwanensis
Espèce
Psechrus taiwanensis est une espèce d'araignées aranéomorphes de la famille des Psechridae.

## Distribution
Cette espèce est endémique de Taïwan,.

## Description
La femelle mesure 21 mm,.

## Étymologie
Son nom d'espèce, composé de taiwan et du suffixe latin -ensis, « qui vit dans, qui habite », lui a été donné en référence au lieu de sa découverte.

## Publication originale
- Wang & Yin, 2001 : A review of the Chinese Psechridae (Araneae). Journal of Arachnology, vol. 29, p. 330-344 (texte intégral).